# Antonis Samaras
Antonis Samaras [anˈdonis samarˈas] (Grieks: Αντώνης Σαμαράς) (Athene, 23 mei 1951) is een Grieks politicus. Hij was onder andere lid van het Parlement van Griekenland en het Europees Parlement. Ook was hij verschillende malen minister. Van 20 juni 2012 tot 26 januari 2015 was hij premier van Griekenland.

## Leven en werk
Samaras studeerde in 1974 af aan Amherst College met een bachelor in de economie. In 1976 behaalde hij een Master of Business Administration aan de Harvard Business School. In 1977 werd hij namens Nea Dimokratia gekozen in het parlement. Van 1989 tot 1992 was Samaras minister van Buitenlandse Zaken onder Mitsotakis.
Griekenland heeft onder andere een conflict met buurland Macedonië dat dezelfde naam draagt als een noordelijke provincie van Griekenland. In de onderhandelingen over de kwestie met Macedonië wilde Mitsotakis tot een compromis komen, maar stuitte daarbij op verzet van Samaras. Daarom werd deze ontslagen als minister van Buitenlandse Zaken. In reactie daarop verliet hij de partij en vormde een eigen partij met de naam Politieke Lente. Dit leidde tot de val van de regering, omdat deze daardoor niet langer kon rekenen op een meerderheid in het parlement.
Bij de verkiezingen van 1993 behaalde Politieke Lente 4,9 procent van de stemmen en daarmee tien zetels. Bij de verkiezingen voor het Europees Parlement in 1994 haalde de partij 8,7 procent van de stemmen en daarmee 2 zetels. Bij de Griekse parlementsverkiezingen in 1996 bleef de partij nipt onder de kiesdrempel van drie procent en was daardoor niet langer vertegenwoordigd in het parlement. Ook bij de Europese verkiezingen van 1999 slaagde Politieke Lente er niet in om een zetel te bemachtigen.
Aan de Griekse parlementsverkiezingen in 2000 nam Politieke Lente niet meer deel. In plaats daarvan sprak Samaras zijn steun uit voor Nea Dimokratia. Deze actie werd door veel mensen beschouwd om zijn doodlopende politieke carrière een nieuw vervolg te geven door terug te keren naar Nea Dimokratia. In 2004 voegde Samaras zich inderdaad weer bij deze partij en werd gekozen in het Europees Parlement. Bij de Griekse parlementsverkiezingen in 2007 werd hij gekozen in het Parlement van Griekenland en trad daarom terug als Europarlementariër. In januari 2009 werd hij aangesteld als minister van Cultuur. In deze functie besloot hij een film van Costa Gavras te censureren. In de film waren christelijke priesters te zien die de beelden in het Parthenon kapotmaakten, een historische gebeurtenis. Volgens Samaras zou dit er voor kunnen zorgen dat verschillende Griekse gelovigen in verwarring zouden raken.
Op 30 november 2009 werd Samaras gekozen als partijleider van Nea Dimokratia. Hij won deze verkiezingsstrijd van Dora Bakogianni. Na de Griekse parlementsverkiezingen van juni 2012 werd zijn partij de grootste. Op 20 juni werd hij als premier beëdigd en op 21 juni werden de details van het Kabinet-Samaras bekendgemaakt. Na de Griekse parlementsverkiezingen van januari 2015 verloor zijn partij van de radicaal-linkse partij SYRIZA, waarna Alexis Tsipras de nieuwe premier werd.
Naar aanleiding van de uitslag van het referendum op 5 juli 2015 trad Samaras af als partijleider van Nea Democratia.. Hij werd opgevolgd door Evangelos Meimarakis.
- Gemeinsame Normdatei: 1024108511
- International Standard Name Identifier: 0000 0003 7959 5571
- Nationale Bibliotheek van Israël: 987007401320105171
- Parlement.com: vi5sd2n19azd
- Système universitaire de documentation: 242164692
- Virtual International Authority File: 258580144
- WorldCat: E39PBJcR8Ycw7Jrv7cH9WJxVYP